# ナポレオン・ルイ・ボナパルト
ナポレオン・ルイ・ボナパルト（Napoleon Louis Bonaparte, 1804年10月11日 - 1831年3月17日）は、ルイ・ボナパルト（フランス皇帝ナポレオン1世の弟、ホラント王ローデウェイク1世）とオルタンス・ド・ボアルネ（ナポレオンの最初の妻ジョゼフィーヌの娘）の第2子である。兄のナポレオン・シャルルは1807年にわずか4歳で死去したため、後を継いでホラント王国の王太子となった。また、当時はまだ子のなかった皇帝の最年長の甥となり、1811年までは皇位継承順位第1位であった。
1809年、ナポレオン1世によってベルク大公に任じられ、1813年までこの地位にあった。
1810年に父が退位するとホラント王ローデウェイク2世として即位し、フランス軍が侵攻するまでの10日間、君臨していた。
1815年、ワーテルローの戦いの後にナポレオンが退位させられると、ブルボン家が再びフランスの玉座を取り戻した。ナポレオン・ルイは亡命したが、ボナパルト家はナポレオン帝国再興の夢を決して捨てなかった。
ナポレオン・ルイは、ナポレオン1世の長兄ジョゼフの末娘で従姉に当たるシャルロットと結婚した。
その後、イタリアでカルボナリに参加していたが、オーストリアの官憲から逃れて潜伏中の1831年3月17日に、麻疹のため死去した。ナポレオン1世の唯一の嫡出子ナポレオン2世に1年先立つ死だった。イル＝ド＝フランスのサン＝ルー＝ラ＝フォレに葬られている。
やがて、ナポレオン帝国は1852年に弟のシャルル・ルイ＝ナポレオン（ナポレオン3世）が復活させた。